# Distrikt Leoncio Prado (Lucanas)
Der Distrikt Leoncio Prado liegt in der Provinz Lucanas in der Region Ayacucho in Südzentral-Peru. Der Distrikt wurde am 14. Juni 1940 gegründet. Benannt wurde der Distrikt nach Leoncio Prado (1853–1883), ein peruanischer Militär, der in der Schlacht von Huamachuco fiel.
Der Distrikt besitzt eine Fläche von 1111 km². Beim Zensus 2017 wurden 1182 Einwohner gezählt. Im Jahr 1993 lag die Einwohnerzahl bei 1823, im Jahr 2007 bei 1592. Sitz der Distriktverwaltung ist die 2685 m hoch gelegene Ortschaft Tambo Quemado mit 272 Einwohnern (Stand 2017). Tambo Quemado liegt knapp 60 km westlich der Provinzhauptstadt Puquio.

## Geographische Lage
Der Distrikt Leoncio Prado liegt an der Südwestflanke der peruanischen Westkordillere im Südwesten der Provinz Lucanas. Das Areal befindet sich im Einzugsgebiet des Río Nazca. Dessen Quellflüsse Río Aja und Río Tambo Quemado durchqueren den Westen und den zentralen Teil des Distrikts, während der Río Chiquimaran den Osten durchquert.
Der Distrikt Leoncio Prado grenzt im Westen an die Distrikte Vista Alegre, Nasca und El Ingenio (alle drei in der Provinz Nasca), im Norden an den Distrikt Otoca, im Osten an den Distrikt Lucanas sowie im Südosten an den Distrikt Santa Lucía.

## Ortschaften
Im Distrikt gibt es neben dem Hauptort folgende größere Ortschaften:
- Chuquimaran
- Flor de Huallhua
- Nuevo Santiago
- Pirca
- Uchuymarca (261 Einwohner)
- Umamarca